# Hildegard Rosenthal
Hildegard Baum Rosenthal (Zurique, 25 de março de 1913 - São Paulo, 16 de setembro de 1990) foi a primeira mulher fotojornalista do Brasil. Fez parte da geração de fotógrafos europeus que emigraram durante a Segunda Guerra Mundial e, atuando na imprensa local, contribuíram pela renovação estética fotográfica dos jornais nacionais.

## Biografia
Até sua adolescência, viveu em Frankfurt (Alemanha), onde estudou pedagogia de 1929 até 1933. Viveu em Paris entre 1934 e 1935, onde ficou hospedada na casa da escritora Eugenia Markova e do pintor Marc Swarc. Ao regressar a Frankfurt, estudou fotografia com Paul Wolff, um especialista em câmaras de pequeno formato, e técnicas de laboratório no Instituto Gaedel. Foi contratada como fotógrafa pela empresa Rhein Mainischer Bildverlag, até que precisa deixar a Alemanha por conta do regime nazista, passando brevemente por Paris, antes de emigrar para São Paulo em 1937. A partir do ano seguinte, começou a trabalhar como orientadora de laboratório na empresa de materiais e serviços fotográficos Kosmos, na Rua São Bento. Ainda no mesmo ano, a agência Press Information contratou-a como fotojornalista e ela realizou reportagens para jornais nacionais e internacionais. Teve fotos publicadas nos jornais La Prensa, de Buenos Aires, Gazeta do Sul, de Cananéia, e Folha da Noite, Folha da Manhã e O Estado de S. Paulo. É considerada uma das primeiras fotojornalistas do Brasil.
Durante esse período, realizou fotografias da cidade de São Paulo e do interior do estado, Rio de Janeiro, e outras cidades do sul de Brasil, além de retratar diversas personalidades da cena cultural de São Paulo, como o pintor Lasar Segall, os escritores Guilherme de Almeida e Jorge Amado, o humorista Aparício Torelly (Barão de Itararé) e o desenhista Belmonte. Suas imagens procuram capturar o artista em seu momento de criação, em evidente conexão com seu espírito de repórter. Interrompeu sua atividade profissional em 1948, após o nascimento de sua primeira filha. E, em 1959, depois que seu marido morreu, assumiu a direção da empresa familiar Walter S.A-Equipamento Hospitalar Dentário.

## Trajetória artística
Suas fotos permanecem pouco conhecidas até 1974, quando o historiador da arte Walter Zanini realiza uma retrospectiva  de sua obra no Museu de Arte Contemporânea da Universidade de São Paulo. No ano seguinte o Museu da Imagem e do Som de São Paulo - MIS  é inaugurado com a exposição Memória Paulistana, de Hildegard Rosenthal. Em 1996 o Instituto Moreira Salles adquiriu mais de 3 mil negativos seus, nos quais se destacam cenas urbanas de São Paulo dos anos 1930 e 1940, período em que a cidade passou por um crescimento vertiginoso, tanto material como cultural. Hildegard congelou no tempo uma metrópole moderna e movimentada que, no entanto, se humanizava através de seu olhar fascinado por suas personagens. Outros negativos da fotógrafa foram doados por ela em vida ao Museu Lasar Segall.
“A fotografia sem pessoas não me interessa", disse no Museu da Imagem e do Som de São Paulo, em 1981.
As fotos de São Paulo registam o cotidiano da vida urbana: o fluxo de pessoas nas  ruas, o transporte público, a arquitetura, vendedores ambulantes e  cidadãos comuns em situações prosaicas. Hildegard registrava pessoas desconhecidas e também modelos que  simulavam circunstâncias do dia a dia. Suas imagens têm poucos espaços vazios. O negativo enche-se quase totalmente com conteúdos que se apresentam de maneira equilibrada e clara. Valoriza os meios-tons e os detalhes à sombra, o que demonstra sua intenção de registrar o máximo de informações. As fotografias eram tiradas com câmeras da Leica e da Graflex, e posteriormente com uma câmera Rolleiflex.
Sérgio Bürgi, coordenador de fotografia do Instituto Moreira Salles e comissário da exposição A São Paulo de Hildegard Rosenthal afirmou em 2013 «que a influência da Bauhaus e do Construtivismo transformaram a maneira de construir a imagem que passou a ser realizada no Brasil a partir dos anos 1940, e que Hildegard Rosenthal fez parte deste movimento de renovação. Ela era de estatura pequena mas muito ousada como jornalista e fotógrafa». Prova disso é que além de seu trabalho de fotojornalista, manteve um constante diálogo através da linguagem moderna de sua produção com artistas contemporâneos no Brasil e na América do Sul, como os do grupo Santa Helena, formado por artistas imigrantes como Alfredo Volpi e Fúlvio Penacchi; ou com filhos de imigrantes italianos como Aldo Bonadei, Alfredo Rizzotti, Mário Zanini e Humberto Rosa; espanhóis, como Francisco Rebolo; ou portugueses, com Manuel Martins.

## Exposições
- Hildegard Rosenthal: fotografias no Museu de Arte Contemporânea da Universidade de São Paulo, MAC/USP (1974: São Paulo)
- Bienal Internacional de São Paulo XIV e XV (1977 e 1979: São Paulo)
- Trienal de Fotografia no Museu de Arte Moderna de São Paulo, MAM/SP (1980: São Paulo)
- Um olhar feminino dos anos 40 na galeria Fotóptica (1993: São Paulo)
- O Olhar e o Ficar. A Procura do Paraíso na Pinacoteca do Estado de São Paulo (1994: São Paulo)
- Brasil 1920-1950: da Antropofagia a Brasília, Institut Valencia d’Art Modern, (2000: Valencia, Espanha)[7]
- Profissão Fotógrafo, de Hildegard Rosenthal e Horacio Coppola, no Museu Lasar Segall (2010: São Paulo)[8]
- A São Paulo de Hildegard Rosenthal na galeria DOC Foto (2013: São Paulo)[5]